# Gemarkung Grafengehaig

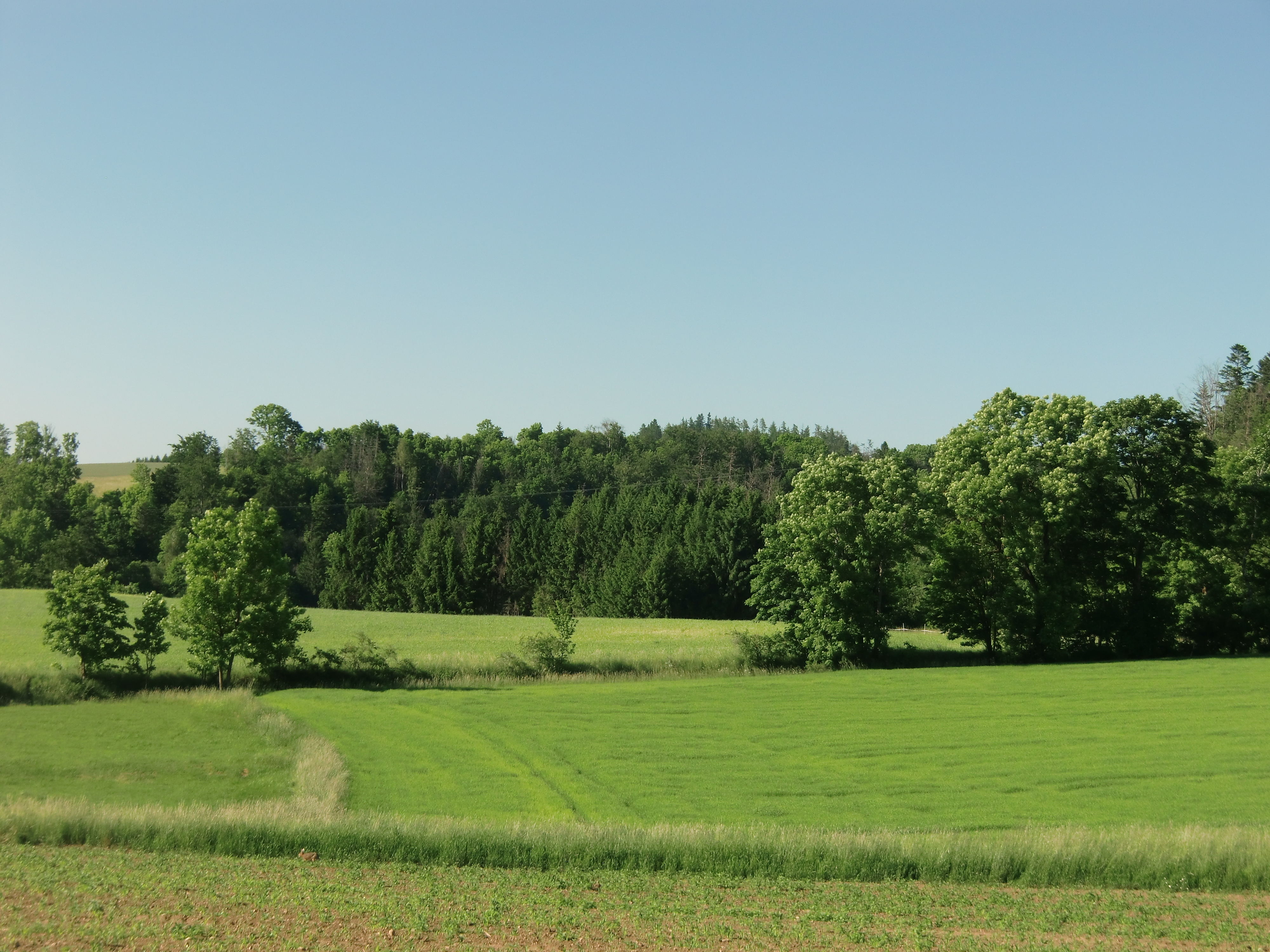
Im Südwesten der Gemarkung

Die Gemarkung Grafengehaig ist eine Gemarkung im Landkreis Kulmbach, die vollständig auf dem Gemeindegebiet des Marktes Grafengehaig liegt.
Die Gemarkung hat eine Fläche von 5,716 km². Sie ist in 725 Flurstücke aufgeteilt, die eine durchschnittliche Flurstücksfläche von 7883,93 m² haben. In ihr liegen die Gemeindeteile Grafengehaig, Hohenreuth, Höhhof, Mehlthaumühle, Seifersreuth und Weiglas.
Die Nachbargemarkungen sind:
| - Gemarkung Eppenreuth - Gemarkung Grünlas - Gemarkung Neuensorg | - Gemarkung Schlackenreuth - Gemarkung Wildenstein |